# Best of Ozz
Best of Ozz – album kompilacyjny Ozzy’ego Osbourne’a wydany w 1989 roku. Został wydany bez zgody Osbourne'a. Na tej kompilacji nie ma żadnych utworów z poprzedniego albumu No Rest for the Wicked

## Lista utworów
1. „Over The Mountain”
2. „Secret Loser
3. „Goodbye To Romance”
4. „Shot In The Dark”
5. „Mr. Crowley”
6. „Bark At The Moon”
7. „Crazy Train”
8. „Centre Of Eternity”
9. „Diary Of A Madman”
10. „The Ultimate Sin”